# Biserica „Nașterea Maicii Domnului” din Brezoaia
Biserica „Nașterea Maicii Domnului” este o biserică amplasată în Brezoaia, raionul Ștefan Vodă, Republica Moldova. Este un monument arhitectural de importanță națională inclus în Registrul monumentelor Republicii Moldova ocrotite de stat cu nr. 288 (raionul Ștefan Vodă). Datează din 1902.